# Mittelhochdeutsche Begriffsdatenbank
Die Mittelhochdeutsche Begriffsdatenbank (MHDBDB) der Paris-Lodron-Universität Salzburg ist eine frei zugängliche und kostenlose Online-Datenbank aus dem Bereich der Digital Humanities (Digitalen Geisteswissenschaften). Sie ermöglicht den Zugriff auf die wichtigsten Werke der mittelhochdeutschen Dichtung von den verschiedensten Blickwinkeln aus über eine vielseitige Suchfunktionalität und gilt als die größte elektronische Sammlung deutscher Texte aus dem Mittelalter sowie als das umfangreichste Abrufsystem für dieses Korpus.
Der Benutzer/die Benutzerin kann nicht nur nach Wörtern, Zeichenketten und Begriffen aus verschiedenen Quellen suchen, sondern auch linguistische oder semantische Fragestellungen an die Textbasis auswerten. Weiters bietet die MHDBDB die Möglichkeit, nach komplexeren Wort- oder Begriffskombinationen zu suchen, also nach gleichzeitigem Vorkommen (Kookurrenz) von verschiedenen Wörtern oder Begriffen in einem gegebenen Kontextrahmen.
Der in der MHDBDB erfasste Wortschatz ist zum größten Teil einem Lemma zugewiesen und nach einem System semantischer Begriffskategorien geordnet.
Die Arbeit mit der MHDBDB kann zwar das Lesen der Originaltexte nicht ersetzen, vielmehr werden aber ein intensiveres Lesen, eine wissenschaftlichere Interpretation und ein signifikanter Überblick der großen Textbasis unterstützt, die mit herkömmlichen Hilfsmitteln nicht mehr erreichbar wären (Stichworte: Distant und Close Reading). Ermöglicht werden vergleichende Ausblicke auf andere Werke sowie die Gesamtheit der relevantesten literarischen Traditionen von sprachlichen und motivgeschichtlichen Standpunkten aus.
Die MHDBDB bietet den Nutzern allerdings derzeit noch keinen Zugang zu Volltexten (Download), sondern ist im Gegensatz zu digitalen Archiven mittelhochdeutscher Texte bewusst als reines Suchsystem angelegt, das den Zugriff auf Textausschnitte limitiert. Damit weicht sie dem Problem des Leistungsschutzrechtes aus, kann aktuelle Editionen als Basis verwenden und ist somit nicht auf alte, bereits überholte Textausgaben als Basis beschränkt.

## Geschichte und Hintergrund der MHDBDB
Die MHDBDB wurde im Laufe von etwa 40 Jahren von Klaus M. Schmidt (Bowling Green State University) und Horst Pütz (Christian-Albrechts-Universität zu Kiel) unter Beteiligung von
Studierenden der Fachbereiche Germanistik/Deutsche Philologie und Informatik der Bowling Green State University sowie der Universitäten Salzburg, Kiel und Wien entwickelt.
Die Entwicklung beruht auf zwei ursprünglich getrennten Projekten, dem Begriffswörterbuch zur mittelhochdeutschen Literatur an der Bowling Green State University und dem Textarchiv und Namenswörterbuch an der Christian-Albrechts-Universität zu Kiel, die beide seit den frühen 1970er Jahren gefördert wurden. Im Jahre 1992 wurden sie zum gemeinsam geleiteten Großprojekt MHDBDB zusammengeschlossen.
Im Mai 1995 wurde dann anlässlich des International Congress on Medieval Studies der University of Michigan in Kalamazoo ein weltweites Informationsabrufsystem über das Internet eröffnet. Damit entstand ein leistungsfähiges Informationssystem zur mittelhochdeutschen Sprache und Literatur, dem bislang kein ähnlich umfangreiches Projekt in anderen mittelalterlichen Sprachen gegenüber steht.
Im Herbst 1998 wurde dieses System auf eine relationale Datenbank von ORACLE übertragen und eine neue Benutzeroberfläche auf der Basis von Web-Seiten erstellt.
Seit 2002 ist die MHDBDB an der Paris Lodron-Universität Salzburg installiert, von wo aus das Projekt verwaltet und betreut wird.
Von 2002 bis 2016 erhielt die MHDBDB von der Universität Wien externes Sponsoring für die Systembetreuung der Datenbank.
Seit 2006 ist die MHDBDB mit den Mittelhochdeutschen Wörterbüchern im Verbund (Wörterbuchnetz) der Universität Trier verlinkt.
Seit 2015 steht der MHDBDB ein Wissenschaftlicher Beirat zur Seite: Manfred Kern (Universität Salzburg), Thomas Kühtreiber (Institut für Realienkunde/Krems, Universität Salzburg), Ingrid Matschinegg (Institut für Realienkunde/Krems, Universität Salzburg), Matthias Meyer (Universität Wien), Hans Moser (Universität Innsbruck), Christian Rohr (Universität Bern), Siegrid Schmidt (Universität Salzburg).
Seit Sommer 2016 ist die MHDBDB mittels Schenkung in das Eigentum der Universität Salzburg übergegangen und wurde an das Interdisziplinäre Zentrum für Mittelalter und Frühneuzeit (IZMF) angegliedert.
Mittlerweile zählt die MHDBDB zu den internationalen Standard-Werkzeugen innerhalb mediävistischer Disziplinen, beispielsweise der Mediävistischen Germanistik, der Geschichtswissenschaft, der Religionswissenschaft oder der Kunstwissenschaft.

### Relaunch
Ein für die Jahre 2015–2024 bevorstehender Relaunch wird die MHDBDB auf den neuesten Stand der Entwicklung im Bereich der Digital Humanities bringen. Den Datenbestand und die Oberfläche (User Interface) werden dem aktuellen Stand der Technik angepasst. Berücksichtigt werden u. a. der Einsatz einer dokumentenorientierten Datenbank und die Einführung moderner Techniken wie XML, TEI, Responsive HTML und mobile Apps.
Angestrebt werden bis 2024 u. a. Verbesserungen hinsichtlich von:
- Schnelligkeit/Leistungsumfang
- Benutzerfreundlichkeit (Usability), d. h. u. a. stärker intuitive Ausrichtung der Suchmöglichkeiten
- Webdesign
- Semantic Web
- Tutorials

Die Datenbank wird einem kompletten Redesign und einer Migration unterzogen:
- Urheberrechtlich unproblematische Texte werden frei zugänglich (Datenexporte für Forschungszwecke).
- Offene und nicht proprietäre Schnittstellen ermöglichen einfachen Austausch und Zugang.
- Einsatz von Linked Open Data, um den Austausch in der Community zu gewährleisten.
- TEI XML wird als Datenbasis verwendet.
- Export mithilfe von XSLT in unterschiedliche Formate.
- Visualisierung von Datensätzen als Graphdatenbank.

## Textbasis und Statistik
Zurzeit (Stand: Mai 2023) besteht das Textarchiv der Datenbank aus 666 Texten, wovon der größte Teil bereits weitgehend lemmatisiert und damit begrifflich fassbar gemacht wurde. Die Textbasis enthält insgesamt ca. 10 Millionen Wörter. Der Wortindex umfasst ca. 38.000 Lemmata und ca. 236.000 Einzelwörter, d. h. Schreibformen und Flexionsvarianten. Den Lemmata sind ca. 53.000 verschiedene Bedeutungen in Form von neuhochdeutschen Begriffen zugeordnet. Damit steht ein umfangreicher Teil der mittelhochdeutschen Literatur einer gleichzeitigen Abfrage zur Verfügung.
Diese Textbasis bietet einen repräsentativen Querschnitt durch den mittelhochdeutschen Wortschatz hinsichtlich Einzelwörtern, Wortformen und vor allem Bedeutungsfeldern. Sie wird laufend um neue Texte erweitert. Schwerpunkte der Erweiterung liegen derzeit auf den Lyrik-Corpora des 13., 14. und 15. Jahrhunderts sowie der zunehmenden Einspeisung von Sach- und Fachtexten aus dem Mittelalter und der Frühen Neuzeit.
Die Statistik zum jeweils aktuellen Textbestand ist online abrufbar.
Über das Textarchiv der Datenbank gibt die Funktion Texte auflisten Auskunft. Dort kann man die Texte in alphabetischer Reihe, nach Texttypus oder nach Autoren geordnet aufrufen und sich einen Überblick darüber verschaffen, welche Texte bislang in die Datenbank integriert sind, auf welchen Editionen sie beruhen und wie weit sie bereits lemmatisiert und disambiguiert worden sind. Auch zu den Autoren finden sich dort die wichtigsten historischen Angaben. Das Textmaterial der Datenbank wird laufend erweitert. Unter Aufsicht des MHDBDB-Teams können diese Texte auch durch Lemmatisierung und anschließende Disambiguierung von den Benutzern selbst bearbeitet werden. Die ‚Quelle’ wird selbstverständlich mit den notwendigen Informationen über Urheber und Ersteller verzeichnet.
Das lemmatisierte Wortmaterial orientiert sich am Bestand des mittelhochdeutschen Standardwörterbuchs von Matthias Lexer. Einem Lemma sind nicht nur alle in der Textbasis vorrätigen Schreib- und Flexionsvarianten mit ihren jeweiligen Wortartbestimmungen in Form von Grammatikkürzeln zugeordnet (Beispiel: NOM = Nomen), sondern auch alle bislang ins Textarchiv integrierten Komposita (die Frequenz jeder Wortvariante kann separat ermittelt werden).

## Suchmodule der MHDBDB
Die MHDBDB ist in zwei Suchmodule gegliedert:
- Wortindex mit Bedeutungskomponenten[12]
- Textsuche nach Belegstellen[13]

### Wortindex-Suche
Das Arbeitsmodul Wortindex ist entfernt vergleichbar dem mittelhochdeutschen Wörterbuch von Matthias Lexer. Es ermöglicht die Suche nach einzelnen Lemmata (einschließlich der dazu gehörigen Wortformen, Komposita und Bedeutungen) oder nach Wortfeldern, ohne Belegstellen. Das Wortmaterial ist einzelnen Lemmata zugeordnet und reflektiert den jeweiligen Stand der Häufigkeit des Vorkommens jeder einzelnen Wortform im gesamten Textkorpus. Es ist ferner nach semantischen Merkmalen klassifiziert.

### Textsuche
Das Modul Textsuche bietet komplexe Suchmöglichkeiten nach Belegstellen je nach Auswahl im Gesamtkorpus, in spezifischen Werken, bei einzelnen Dichtern oder Genres. Es können dieselben Suchanfragen wie im Wortindex durchgeführt werden, jedoch sind noch weitere Suchoptionen möglich. Die Belegstellen können in einem durch den Benutzer bestimmbaren Kontext von 1 bis 10 Zeilen vor und nach dem gesuchten Gegenstand ausgegeben werden.

### Die komplexe Suche anhand von typischen Beispielen mit Suchoperatoren
Um komplexere Suchen durchzuführen, ist die Benutzung einiger weniger Suchoperatoren notwendig. Eine in die Tiefe gehende Übersicht über Suchoperatoren und Möglichkeiten zur Textanalyse findet sich im Benutzer Manual der MHDBDB sowie in der Hilfe zur Textsuche und der Hilfe zur Wortindex-Suche.

#### Die sechs wichtigsten Operatoren
1) $ → Die auf diesen Operator folgende Kette von Zeichen wird als reine Zeichenkette verstanden.
Beispiel: $inde

Ergebnis:
- indie, ind, inde, inder, inderre, indie
- Indus, Inde, Indus

2) @ → Die auf diesen Operator folgende Kette von Zeichen wird als Lemma verstanden.
3) * → Dieser Operator steht als „Joker“ für jedes beliebige Zeichen oder jede beliebige Zeichenkette.
Beispiel: *inde*

Ergebnis u. a.:
- anbinden, anbinden, anbindunge, anbynd, anbynden, anbyndunck, anbyndung, angebunden, angepunden
- anweinen, anweinde, anweinen
- anwinden, angewant, angewinden, angewunden, anwinden

4) , → Dieser Operator bestimmt eine sukzessive Aufreihung von Wörtern (nur für die Textsuche)
Beispiel: in,alten,maeren

Ergebnis u. a.:
```
 
Nibelungenlied
 (Hs. A)

 
Strophe 1

 1 Uns ist 
in alten mæren
 wnders vil geseit
 2 von helden lobebærn von grozzer chuonheit
 3 von fröuden hoch geziten von weinen vnd von klagen
 4 von chuoner rechen strite mvget ir nv wunder hoeren sagen
```

```
 
Nibelungenlied
 (B/C)

 
Strophe 1

 1 Uns ist 
in alten maeren
 wunders vil geseit
 2 von helden lobebaeren, von grôzer arebeit,
 3 von fröuden, hôchgezîten, von weinen und von klagen,
 4 von küener recken strîten muget ir nu wunder hoeren sagen.
```

```
 
Nibelungenlied
 (C)

 
Strophe 1

 1 Uns ist 
in alten maeren
 wunders vil geseit
 2 von heleden lobebaeren, von grôzer arebeit:
 3 von freude und hôchgezîten, von weinen unde klagen
 4 von küener recken strîten muget ir nu wunder hoeren sagen.
```

```
 
Die Rabenschlacht

 1 Welt ir 
in alten maeren

 2 wunder hoeren sagen
 3 von recken lobebaeren,
 4 sô sult ir gerne dar zuo dagen.
```

5) + → Dieser Operator verbindet die verschiedenen Gegenstände, die innerhalb eines Kontextes gesucht werden sollen.
Beispiel: im+liebet (Nur für die Textsuche. Der Kontext wird beispielhaft auf vier Wörter festgesetzt)

Ergebnis, u. a.:
```
 
Barlaam und Josaphat

 11573 sô 
liebet im
 ir minne alsô
```

```
 
Frauenbuch
 (Spechtler)

 1144 
im liebet
, daz si jenen man
 1145 hat gehabt 
lieb
 als si sol:
```

```
 
Frauenlob
 Teil III

 38 daz 
liebet im
 und lait der Juden orden.
```

```
 
Der Renner

 13014 Swer 
im
 daz 
liebet
, der tuot wol:
```

```
  
Kudrun

 
Strophe 609

 2 
liebet
 er der meide und wil si bî 
im
 tragen
```

```
 
Prosa-Lancelot (Teil 3)

 13 sere gerne. und sie 
liebet im
 also sere das yne ir geluost me zu sehen dann zu
```

```
  
Willehalm
 (
U.v.T.
)

 23 
liebet im
 ir minne süeze.
```

Hier kann in wenigen Sekunden ein vielfacher Beweis dafür gefunden werden kann, dass das Lemma lieben im Mittelhochdeutschen noch die Funktionen ausübt, die im Neuhochdeutschen nur durch mehrere Verben erfüllt werden können: Mhd. sie liebet in = Nhd. sie liebt ihn; Mhd. sie liebet im = Nhd. sie gefällt ihm; Mhd. Swer im daz liebet = Nhd. wer ihm das schmackhaft macht

6) & → Der Operator besagt, dass die mit diesem Zeichen verbundenen Suchkriterien gleichzeitig erfüllt sein müssen (siehe Beispiel unten).

### Die Suche nach semantischen Begriffsfeldern (Textsuche&Wortindex)
Das komplexe Herzstück der MHDBDB ist der Thesaurus semantischer Kategorien (Begriffssystem).
Jedes Lemma ist durch ein entsprechendes Bedeutungsspektrum semantisch definiert, und zwar nicht mithilfe einer entsprechenden neuhochdeutschen Übersetzung, sondern durch metasprachliche (neuhochdeutsche) Begriffe. Ein Lemma kann mehrere Bedeutungskomponenten umfassen, die wiederum aus einer oder mehreren Begriffskategorien bestehen können.
Diese sind in der MHDBDB durch ihre numerischen Adressen (Zifferncodes) repräsentiert, die auch zur Suche nach ebendiesen Bedeutungen und nach Begriffsfeldern verwendet und die unter Begriffssystem nachgeschlagen werden.
Wie die Textsuche kann auch der Wortindex nach den Begriffen = Bedeutungen bzw. Bedeutungskomponenten durchsucht werden. Als Ergebnis dieser Suche erhält man das (mittelhochdeutsche) Wortfeld, das im lemmatisierten und disambiguierten Wortmaterial der Datenbank mit der oder den gesuchten Bedeutungskomponenten bzw. metasprachlichen Begriffen assoziiert ist, in Form einer Lemmaliste. Von der Lemmaliste führen Links zum entsprechenden Artikel im Wortindex.
Beispiel:
Der Begriff Verschiedene Handwerke/Berufe ist durch die numerische Adresse 233042 repräsentiert, der Begriff Weiblich durch 21011.
Wenn beide dieser begrifflichen Kriterien erfüllt werden sollen, lautet der Suchbefehl: 233042&21011
Ergebnis u. a. (Wortindex):
- arzâtinne, arcedinne, arzaetinne, arzatin, arzâtîn, arzatinne, arzâtinne
- baderinne, Baderinne, Paderin
- brôtmeisterinne, brôtmeisterinne, brotmeistrin
- gebûrinne, gebiurin, gebourinnen, gebuorn, geburin, gebûrinne, gepürin, pauwerinn, puorin, purin
- geizmelch, geizmelch
- goltsmidinne, goltsmidinne
- hârvlehtærinne, hârflehterin, hârvlehtaerinne, hârvlehtærinne
- kelnærinne, kellnerin, kelnaerinne, kelnærinne, kelnerîn
- koufmannin, coufmannin, koufmannin

## Die MHDBDB im Unterricht
Die MHDBDB wird von Universitäten in Deutschland und Österreich, aber auch von Schulen im Unterricht eingesetzt. Die Kurse reichen von der Einführung ins Mittelhochdeutsche und Einführungen in die Technik des wissenschaftlichen Arbeitens bis zu Hauptseminaren in mhd. Sprache und Literatur. Beispiele für einen möglichen Einsatz im Unterricht sind:
- Ablautreihen: Da in den Standardwörterbüchern unter den Verb-Lemmata keine konjugierten Formen zu finden sind, fällt es den Lernenden bei der Einführung ins Mittelhochdeutsche oft schwer, die richtige Zuordnung zur entsprechenden Ablautreihe bei den konjugierten Formen starker Verben zu finden. Dieses Problem kann mithilfe der MHDBDB erörtert werden. Beispielsweise kann die Form zouc ins Suchfenster des Wortindexes eingegeben werden. So gelangt man zum Artikel des Verb-Lemmas ziehen. Wird dann etwa der Suchbefehl @*ieh*&<VRB> | @*ieg*&<VRB> (@=Lemma; *ieh* = hat im Inneren des Wortes die Silbe ieh; <VRB> = muss Verb sein; | = sowie) eingegeben, erhält man eine Liste von Verb-Lemmata mit ihren Varianten, die die meisten Verben dieser Klasse einschließt. Gibt man dieselben Suchbefehle in die Textsuche ein, so erhält man entsprechende Textbelege für alle Formen. Durch diese und ähnliche Aufgabenstellungen mit der MHDBDB können sich die Studierenden in kurzer Zeit selbst an die Anlautsklassen heranarbeiten, wobei sie stets mit Texten verbunden bleiben und ohne mühsames Auswendiglernen von Ablauttabellen auskommen.
- Namenssuche und Textidentifikation: Namen stellen ein wichtiges Verbindungsglied zwischen verschiedenen Texten dar. So sind zum Beispiel die Artusromane allein durch einen bestimmten Namenskatalog als Gruppe identifizierbar. Ausblicke auf unterschiedliche Werke eines Texttyps lassen sich allein durch die Parallelen zwischen den Namen und den damit verbundenen Motiven herstellen. Dass die Namen mit zu den wichtigsten Identifikationsfaktoren von neu gefundenen Bruchstücken aus der mhd. Literatur gehören, beweist die rasche Identifizierung des Wolfenbüttler Fragments zu Reinbots von Durne Georgsroman durch Klaus Klein.
- Reim und Metrik: Die Studierenden können sich einen Überblick über die Reimsituation in jedem beliebigen Werk der Textbasis verschaffen und diese dann mit anderen Werken vergleichen. Für kürzere Werke (z. B. das Herzmaere Konrads von Würzburg) lässt sich durch die Eingabe des Suchbefehls #e im Wortindex sogar direkt ein gesamtes Reimlexikon abrufen.
- Motivsuche: Durch die Kombination der verschiedensten semantischen Suchkriterien kann innerhalb eines einzelnen Werkes, eines Texttypus, eines Autors oder des gesamten Korpus nach Motiven gesucht werden. Diese Methode ermöglicht Studierenden und Forschenden eine annähernde Vollständigkeit, weg von der episodenhaften Aufreihung von Belegen und hin zur sorgfältigen inhaltlichen Analyse durch intensiveres Lesen. Beispiel (Textsuche): Ein Eigenname (<NAM>) zusammen vorkommend mit (+) Begriff Waffe (23231) zusammen vorkommend mit (+) Begriff Tod (21104) ergibt die Sucheingabe <NAM>+23231+21104. Ergebnis: Je nach Kontexteingabe (1 bis 2 Zeilen) ergeben sich zwischen 48 und mehr als 450 Textstellen.